# Loxosoma davenporti
Loxosoma davenporti är en bägardjursart som beskrevs av Nickerson 1898. Loxosoma davenporti ingår i släktet Loxosoma och familjen Loxosomatidae. Inga underarter finns listade i Catalogue of Life.